# Гиллеспи, Роналд Джеймс
Роналд Джеймс Гиллеспи (англ. Ronald James Gillespie) (21 августа 1924, Лондон — 26 февраля 2021) — канадский физикохимик, член Королевского общества Канады (1965), Лондонского Королевского общества (1977), кавалер Ордена Канады (2007), один из создателей теории отталкивания электронных пар.

## Биография
Окончил Университетский колледж Лондона (1945, доктор философии 1949). Преподавал там же с 1950 по 1958 год. С 1958 года работал в Макмастерском университете в Гамильтоне, провинция Онтарио (с 1960 года — профессор, затем — почётный профессор (Professor Emeritus)).

### Ранний период жизни
Родителями Рональда Гиллеспи были Джеймс Эндрю Гиллеспи и Мириам Гиллеспи (урождённая Кирк). Рон родился в Лондоне, Великобритания, в 1924 году был старшим из троих детей. У Рона был прекрасный учитель химии, который получил степень бакалавра в Университетском колледже Лондона в 1925 году и отправлял туда многих своих учеников. Он помогал тем, кто увлекался химией, организовывая для них закупку различных приборов напрямую у поставщика через школу. По результатам аттестата об окончании старшей школы в 1942 году Рон был удостоен государственной стипендии, и решил поступать на химический факультет Университетского колледжа Лондона. 

### Университетский колледж Лондона
Колледж был эвакуирован в Аберистуит в Уэльсе из-за бомбардировок Лондона. Студентам, изучающим естественные науки, давалась двухлетняя отсрочка от службы в армии во время войны для получения учёной степени, а курс бакалавриата был сокращён до двух лет. В 1944 году Рон получил степень бакалавра первой степени. Член Лондонского Королевского общества Кристофер Кельк Ингольд предложил ему остаться в Университетском колледже и работать под его руководством в области ароматического нитрования для получения докторской степени. Это исследование было признано отвечающим национальным интересам из-за использования нитроароматических соединений во взрывчатых веществах и предусматривало освобождение от военной службы.
Ингольд использовал различные методы, чтобы решить проблему ароматического нитрования с помощью смесей азотной и серной кислот. Одна группа привлекала кинетические измерения, которые Ингольд успешно применял для изучения алифатических реакций. Вторая группа использовала спектроскопические методы, а третьей было поручено выделить стабильные промежуточные соединения. Гиллеспи привлекли к исследованиям криоскопии азотной кислоты в растворе серной кислоты. Он получил докторскую степень в 1949 году и был назначен ассистентом лектора. Со своими собственными студентами-исследователями он изучал свойства других растворённых веществ в серной кислоте, используя новые методы, в частности электрохимические.
В 1953 году Гиллеспи выиграл стипендию Фонда Содружества, которая позволила ему работать в Брауновском университете, США, с Робертом Коулом над определением диэлектрической проницаемости серной кислоты. Вернувшись в Университетский колледж Лондона и преподавая теорию химической связи, учёный проявил интерес к структурной неорганической химии. Среди его сотрудников выделялся Рональд Нихолм, который стал всемирно известен благодаря своим работам по химии переходных металлов (с 1958 года член Лондонского Королевского общества). В 1957 году была опубликована статья под названием «Неорганическая стереохимия» в Quarterly Reviews of the Chemical Society, которая заложила основы модели отталкивания электронных пар валентной оболочки (ОЭПВО). Эта модель предполагает, что связывающие и несвязывающие электронные пары, окружающие центральный атом, располагаются в пространстве так, чтобы минимизировать взаимное отталкивание. Вскоре эти идеи были отражены в курсах и учебниках для студентов. 
Стремясь к более широким возможностям исследования, Гиллеспи
вел переговоры с Макмастерским университетом в Гамильтоне, Онтарио, Канада. Макмастерский университет в тот период был небольшим  баптистским колледжем, но его президентом был учёный-ядерщик и член Королевского общества Гарри Тод, он стремился превратить его в крупный исследовательский университет. Рону Гиллеспи предложили собственные ЯМР- и рамановский спектрометры, поддержку исследований со стороны Национального исследовательского совета и в два раза большую зарплату (по сравнению с тем, что он получал в Великобритании), поэтому несмотря на уговоры Ингольда остаться, в 1958 годуон переехал в Макмастерский университет и остался там до окончания своей научной карьеры.

### Макмастерский университет
Рон взял с собой в Макмастерский университет двоих своих аспирантов, а также Питера Робинсона, который только что защитил докторскую диссертацию и помог создать исследовательскую группу Рона в Канаде. Первым канадским студентом Рона в 1959 году стал Роберт Томсон, который учился на последнем курсе в Университете Западного Онтарио в Лондоне, Онтарио. Под  руководством Гиллеспи в студентах поощрялись независимое мышление и практика, а также у каждого из них была возможность найти собственный путь исследований. Несколько его студентов впоследствии построили выдающуюся академическую карьеру. Из-за недостатка литературы по химии исследовательская группа Гиллеспи устраивала регулярные поездки в библиотеку Университета Торонто, где они часто встречались с профессором Бертом Алленом, бывшим коллегой Рона в Университетском колледже Лондона, который также эмигрировал из Англии и руководил большой неорганической исследовательской группой.
Рон познакомился со своей женой, Мэдж, во время похода в Швейцарию в 1949 году, и они поженились в 1950 году, у них было две дочери, Энн и Линн. Семья получила канадское гражданство в 1960-х годах. Супруги были заядлыми путешественниками: разбивали палатки в национальных парках Канады и США, проводили творческие отпуска в Англии, Франции, Швейцарии, Новой Зеландии, Австралии и Индии. Мэдж умерла в 2008 году, и в 2010 году Рон женился на второй жене, Марсэль.

## Научная работа
Важнейшие работы посвящены суперкислотам и химии неводных растворов, химии фтора и благородных газов, ЯМР и рамановской спектроскопии. В 1957 году совместно с Р. Найхолмом разработал систему правил для рассмотрения и предсказания геометрических конфигураций молекул, известную как теория Гиллеспи — Найхолма или модель отталкивания электронных пар валентной оболочки (ОЭПВО).

### Кислоты и суперкислоты
После назначения лектором в Университетском колледже Лондона, Гиллеспи продолжил изучение серной кислоты и её растворов независимо от Ингольда, проводя исследования в области электропроводности. Несмотря на высокую вязкость 100%-ная серная кислота показывает высокую проводимость из-за диссоциации на ионы HSO4- и H3SO4+ и переноса протонов по тому же цепному механизму Гротгуса, который приводит к аномально высокой проводимости воды. Также Рон продолжил предыдущие измерения функций кислотности Гаммета смесей H2SO4–H2O, изучая 100%-ную H2SO4 и смеси H2SO4–SO3 (олеум), H2SO4–HSO3F, H2SO4–HSO3Cl и H2SO4–HB(HSO4)4.
Гиллеспи развил химию неводных сред с ещё большей кислотностью, в том числе фторсульфоновой кислоты, HSO3F, и фтороводорода, HF. Эти системы оказались ещё более способными стабилизировать необычные соединения. Особенно значимым было исследование растворов сильной кислоты Льюиса SbF5 в HSO3F и в HF, которые оказались уникальными средами с высочайшими известными кислотностями, способными протонировать почти все органические вещества. Именно для описания их замечательных свойств был придуман термин «суперкислота», обозначающий кислоты с кислотностью выше, чем у 100%-ной серной кислоты, которая имеет функцию кислотности Гаммета (H0) равную -11,93, H0 для HSO3F составляет -13,07, а для HSO3F + 2М SbF5 – -18,10.
Способность фторсульфоновой кислоты оставаться в жидком состоянии при низких температурах, когда передача протона замедлена и могут быть идентифицированы отдельные частицы-носители протона, позволяет устанавливать места протонирования молекул с помощью ЯМР-спектроскопии. Одним из первых примеров использования системы HSO3F– SbF5 были наблюдения при температурах -70°C и ниже ЯМР-спектров протонированных форм уксусной, пропионовой и бензойной кислот, RC+(OH)2.
Джордж Ола (член Лондонского Королевского общества с 1997 года) работал в компании Dow Chemicals в Сарнии, недалеко от Гамильтона, и Гиллеспи предоставил ему доступ к методу ЯМР. Олу удалось идентифицировать соединения, находящиеся в растворах органических веществ в суперкислотах, и таким образом провести свою первую работу по карбокатионам. В 1994 году ему была присуждена Нобелевская премия по химии.

### Катионы галогенов, халькогенов и ртути
Работа над системами HSO3F–SbF5 и HF–SbF5 привела к признанию того, что SbF5 обладает уникальными свойствами не только как сильная кислота Льюиса, но и как окислитель, причём SbF5 в растворе диоксида серы или SO2ClF, а также в HSO3F или HF стал широко использоваться для получения и других новых катионов. AsF5 ведёт себя очень похоже на SbF5, но имеет то преимущество, что его продукт восстановления, AsF3, более летуч и легче удаляется из реакционных смесей.
В 1965 году исследования Рона Гиллеспи показали, что цвет раствора йода в 65%-ном олеуме обусловлен катионом I2+, и опровергли существование Cl+, Br+ или I+. С помощью кондуктометрических, спектрофотометрических и криоскопических измерений Рон и его коллеги подтвердили образование I3+ и I5+  в 100%-ной серной и фторсульфоновой кислоте. При охлаждении ярко-синих растворов катиона йода I2+ в фторсульфоновой кислоте вблизи точки замерзания происходит быстрая смена цвета на интенсивно-красный из-за димеризации до катиона I42+.
Катионы брома отличаются от аналогичных катионов йода тем, что для стабилизации более электрофильных катионов брома требуется более кислый растворитель. Гиллеспи и М.Дж. Мортон сообщили о свойствах катионов Br2+ и Br3+ во фторсульфоновой кислоте. Br3+ может дальше окисляться с помощью S2O6F2, при этом цвет раствора меняется от коричневого до интенсивного вишнево-красного за счет образования катиона Br2+. Желтый порошок Cl3+AsF6- был получен из хлора, монофторида хлора и пентафторида мышьяка при -76°C.  Катион Cl3+ был также идентифицирован методом рамановской спектроскопии по реакции с участием SbF5 в HF.
Открытие способности галогенов окисляться до яркоокрашенных многоатомных катионов, позволило предположить, что цветные растворы серы, селена и теллура в серной кислоте и олеуме также могут содержать катионные формы. При использовании SO2 в качестве основного растворителя и SbF5 или AsF5 в качестве окислителя были получены катионы с 2, 4, 6, 8, 10 или 19 атомами халькогена. Кристаллические соли ионов S42+, Se42+, Te42+, Se2Te22+, S82+, Se82+, Se102+ и Te2Se8 были выделены, а их структура определена методом рентгенографии. Катионы S2N+, S3N2+, S4N42+ и S6N42+ были получены аналогичным образом из стабильных соединений серы и азота под действием FSO3H, AsF5 или SbCl5, а также была определена их структура методом рентгенографии.
Другое исследование Гиллеспи показало, что когда ртуть растворяется в HSO3F или окисляется подходящим количеством SbF5 или AsF5 в SO2, образуется центросимметричный ион Hg32+. Реакция металлической ртути с AsF5 в жидком SO2 дает как Hg3(AsF6)2, так и красно-черные иглы Hg4(AsF6)2, где ион Hg42+ также имеет почти линейную структуру. Исследование рентгеновским прецессионным методом золотых кристаллов, выделенных из реакции с AsF5, показало наличие непересекающихся цепочек атомов ртути, расположенных в двух взаимно перпендикулярных направлениях между октаэдров AsF6-. Оказалось, соединение имеет нестехиометрическую формулу Hg2,92AsF6, и каждый атом ртути несет заряд примерно +0,33.  Аналогичным образом были выделены соединения Hg2.88NbF6 и Hg2.88TaF6. 
Эти соединения по существу являются ионными и проводят электричество вдоль своих ртутных цепей, но не в других направлениях. Эта большая анизотропия их электропроводности очень заинтересовала физиков твердого тела, а структура, электрические и магнитные свойства этих соединений привлекли значительное внимание.

### Фторкатионы благородных газов
Рон Гиллеспи использовал окислительную способность сильных кислот Льюиса в HF и HSO3F для создания катион-радикалов соединений криптона и ксенона. Состав и структура были идентифицированы методами рамановской и ЯМР-спектроскопии по ядру 19F. При реакции SbF5 в HF с XeOF4 образуется XeOF3+Sb2F11-, а с XeO2F получается XeO2F+Sb2F11-.
По аналогичной методике были получены и другие фторкатионы ксенона, такие как XeF+ и XeF3+. Соединение XeF3+SbF6- было выделено в виде кристаллического твердого вещества реакцией XeF4 и SbCl5 в безводном HF, и его структура была определена методом рентгеноструктурного анализа. Катионы криптона KrF+ и Kr2F3+ были получены аналогичным методом.

### ОЭПВО и модель плотной упаковки лигандов
Во время преподавания в Университетском колледже Лондона в 1950-х годах Гиллеспи был недоволен тем, как молекулярная геометрия объяснялась с использованием представления о гибридных орбиталях, которое не имело предсказательной силы. Он прочитал статью Сиджвика и Пауэлла (1940 год), в которой показано, что геометрия может быть связана с количеством электронных пар валентной оболочки, а также статью Леннарда-Джонса (член Лондонского Королевского общества с 1933) о важности принципа Паули при определении геометрии. После обсуждения с Нихольмом их содержания они написали обзор неорганической стереохимии.
Сиджвик и Пауэлл предположили, что как связывающие, так и несвязывающие пары электронов в валентной оболочке всегда направлены как можно дальше друг от друга, чтобы минимизировать отталкивание между собой. Рон и Нихолм далее предположили, что, поскольку связывающие пары (сп) находятся дальше от ядра, чем неподелённые пары (нп), отталкивание между электронными парами должно уменьшаться в порядке нп-нп > нп-сп > сп-сп. Кратные связи рассматривались так, как если бы они содержали одну электронную пару. Это позволило качественно обосновать отклонения от стандартной геометрии и предсказать структуру в случаях, когда правила Сиджвика-Пауэлла давали сомнительный результат. Модель известна как ОЭПВО или модель Гиллеспи-Нихолма.
Молекулы классифицируются по обозначению AXE, где A — центральный атом, X — ковалентно связанные лиганды, а E — неподелённые электронные пары. Например, молекула H2O с двумя связанными атомами водорода и двумя неподелёнными парами электронов относится к типу AX2E2. Молекула H2O имеет приблизительно тетраэдрическую форму, но поскольку отталкивание сп-сп меньше, чем отталкивание сп-нп, а оно, в свою очередь, меньше, чем отталкивание нп-нп, угол H-O-H равен 104,5°, что ниже значения стандартного угла в тетраэдре в 109,5°. Молекулы и ионы фторидов благородных газов, такие как XeOF3+, XeO2F+, XeF3+ и XeF6, предоставили многочисленные примеры успешного применения модели ОЭПВО.
В 1972 году Гиллеспи разработал модель ОЭПВО в книге «Молекулярная геометрия».  К нему обратился Иштван Харгиттаи по поводу некоторых недостатков модели, и после долгой переписки они опубликовали совместную книгу, уточняющую теорию, «Модель молекулярной геометрии ОЭПВО». Рон разработал модель плотной упаковки лигандов, поскольку в предсказаниях теории ОЭПВО были некоторые исключения. В основном это были молекулы с высокополярными связями или те, в которых модель ОЭПВО приводила к скоплению лигандов.  Примерами могут служить SeCl62-, N(SiR3)3 и [X3Si]2O.
Метод атомов в молекулах Бейдера позволил Рону рассчитать заряды атомов в некоторых молекулах с сильно электроотрицательными лигандами. Это показало, что многие связи с фтором, например, в молекулах BeF3, MgF2, BF3, CF4, AlF3, SiF4, PF3 и SF2, по крайней мере на 50% являются ионными и лучше описываются ионной моделью Косселя, а не моделью ковалентной связи Льюиса, которая обычно использовалась в теории ОЭПВО. Поскольку структура многих ионных кристаллов в значительной степени определяется плотной упаковкой крупных анионов вокруг мелких катионов, было постулировано, что структура многих молекул фторидов (и других молекул с высокополярными связями) также может в значительной степени определяться тесной упаковкой анионоподобных лигандов вокруг их катионоподобных центральных атомов.
Модели ОЭПВО и плотной упаковки лигандов по существу эквивалентны, отталкивания между лигандами необходимо учитывать, когда центральный атом мал, например, Be, B, C, N, O, лиганды электроотрицательны или велики по сравнению с центральным атомом и имеется пять или более лигандов. В книге 2001 года, соавтором которой является Рон, обсуждается связь между теориями ОЭПВО, плотной упаковки лигандов и атомов в молекулах.

## Преподавание
Рон преподавал общий курс химии сначала в Университетском колледже Лондона, а затем в течение многих лет в Макмастерском университете и всегда старался, по возможности, избегать описаний, которые опирались на термодинамику или квантовую механику. Именно с учетом этого он и Рон Нихольм разработали модель ОЭПВО, которая вскоре была принята в учебниках по химии. Он опубликовал множество статей по преподаванию химии, кульминацией которых стала серия из четырех статей 1996 года в Journal of Chemical Education.
Рон пришел к убеждению, что необходим новый тип учебника, в котором широко использовались бы примеры реакций и свойств, и вместе с Питером Робинсоном, Дэвидом Хамфрисом и Колином Бэрдом в 1986 году написал такую книгу с целью сделать химию более понятной, интересной и актуальной. Это был первый в Северной Америке учебник, напечатанный в цвете и задавший тенденцию для других книг.

## Краткая библиография
- Гиллеспи Р. Геометрия молекул / Пер. с англ. Е. З. Засорина и В. С. Мастрюкова, под ред. Ю. А. Пентина. — М.: Мир, 1975. — 280 с.
- Gillespie R. J., Nyholm R. S. Inorganic stereochemistry // Quart. Rev. Chem. Soc.. — 1957. — Vol. 11, № 4. — P. 339—380.